# Сельское поселение Тулома
Сельское поселение Тулома — муниципальное образование. Территория сельского поселения входит в состав территории муниципального образования Кольский район Мурманской области, Россия.
Административным центром поселения является село Тулома.

## География
Сельское поселение Тулома расположено в северо-западной части области в центральной части Кольского района. С севера омывается Мотовским заливом Баренцева моря. Граничит:
- на северо-востоке — с ЗАТО город Заозёрск и сельским поселением Ура-Губа;
- на востоке — с сельским поселением Междуречье;
- на юге — с городским поселением Мурмаши;
- на юго-западе — с городским поселением Верхнетуломский;
- на западе — с городским поселением Никель и сельским поселением Корзуново Печенгского района;
- на северо-западе — с городским поселением Печенга Печенгского района.

## Население
| 2010  | 2012  | 2013  | 2014  | 2015  | 2016  | 2017  |
| ----- | ----- | ----- | ----- | ----- | ----- | ----- |
| 2052  | ↘2002 | ↘1952 | ↘1916 | ↗1921 | ↗1936 | ↘1913 |
| 2018  | 2019  | 2020  | 2021  | 2023  |       |       |
| ↘1907 | ↗1920 | ↘1884 | ↘1793 | ↘1759 |       |       |

Численность населения, проживающего на территории поселения, по данным Всероссийской переписи населения 2010 года составляет 2052 человека, из них 941 мужчина (45,9 %) и 1111 женщин (54,1 %).

## Состав
В состав сельского поселения входят 3 населённых пункта.
| № | Населённый пункт | Тип населённого пункта          | Население    |
| - | ---------------- | ------------------------------- | ------------ |
| 1 | Тулома           | село, центр сельского поселения | ↘1771 (2021) |
| 2 | Нял              | станция                         | ↘7 (2010)    |
| 3 | Пяйве            | станция                         | ↘54 (2010)   |

### Упразднённые населённые пункты
Ранее в состав сельского поселения входили:
- населённые пункты Путевая Усадьба 54 км, Путевая Усадьба 61 км, Путевая Усадьба 75 км, Путевая Усадьба 85 км, Путевая Усадьба 90 км, Путевая Усадьба 101 км;
- железнодорожная станция Моккет.

Упразднены Законом Мурманской области «О статусе, наименованиях и составе территорий МО Кольский район и муниципальных образования входящих в его состав».